# Heidelberg (Texas)
Heidelberg es un lugar designado por el censo ubicado en el condado de Hidalgo en el estado estadounidense de Texas. En el Censo de 2010 tenía una población de 1.725 habitantes y una densidad poblacional de 263,77 personas por km².

## Geografía
Heidelberg se encuentra ubicado en las coordenadas 26°10′59″N 97°53′6″O / 26.18306, -97.88500. Según la Oficina del Censo de los Estados Unidos, Heidelberg tiene una superficie total de 6.54 km², de la cual 6.54 km² corresponden a tierra firme y (0%) 0 km² es agua.

## Demografía
Según el censo de 2010, había 1.725 personas residiendo en Heidelberg. La densidad de población era de 263,77 hab./km². De los 1.725 habitantes, Heidelberg estaba compuesto por el 67.88% blancos, el 0.46% eran afroamericanos, el 0.46% eran amerindios, el 0.06% eran asiáticos, el 0.06% eran isleños del Pacífico, el 30.09% eran de otras razas y el 0.99% pertenecían a dos o más razas. Del total de la población el 96.75% eran hispanos o latinos de cualquier raza.